# روب لويس
روب لويس (بالإنجليزية: Rob Lewis)‏ هو ملحن أمريكي، ولد في 17 مارس 1976.

## وصلات خارجية
- روب لويس على موقع ميوزك برينز (الإنجليزية)
- روب لويس على موقع ديسكوغز (الإنجليزية)